# Cinara saccharinipini
Cinara saccharinipini är en insektsart som beskrevs av Hottes 1958. Cinara saccharinipini ingår i släktet Cinara och familjen långrörsbladlöss. Inga underarter finns listade i Catalogue of Life.